# روموالداس أوزولاس
كان روموالداس أوزولاس (31 يناير 1939 - 6 أبريل 2015) سياسيًا وناشطًا وكاتبًا وتربويًا ليتوانيًا قام بالتدريس في جامعة فيلنيوس. كان عضوا في الفرع الليتواني من الحزب الشيوعي السوفيتي من 1973 إلى 1990، وعضو في حركة الاستقلال الليتوانية، Sąjūdis من 1988 إلى 1990. في عام 1988، أسس منظمة فيلنيجا الثقافية. لقد شغل في الفترة من 1990 إلى 1991 منصب نائب رئيس وزراء ليتوانيا مع ألجيرداس برازوسكاس. انضم إلى اتحاد المركز الليتواني في عام 1993 وكان رئيسًا له حتى عام 2000. وفي عام 1996، تم انتخابه في البرلمان الليتواني وعمل حتى عام 2000. ترأس حزب المركز الوطني، من عام 2003 إلى عام 2007، منذ أن سمي حزب الوسط الليتواني في عام 2005. كان الفائز بجائزة Stasys Šalkauskis.

## أعمال
- Stories about Philosophers and Philosophy (1988)
- The First Years of Re-established Independence (1992)
- Within the Sources of Rebirth (1996)